# Emma Green
Emma Anna-Maria Green  (Bergsjön, 8. prosinca 1984.), švedska atletičarka, natječe se u skoku u vis.
Najveće uspjehe Emma je ostvarila ostvarila 2005. godine u Helsinkiju na Svjetskom prvenstvu gdje je osvojila brončanu medalju, te 2010. godine u Barceloni na  Europskom prvenstvu gdje je najboljim skokom karijere od 2,01 m osvojila srebrnu medalju.
Njen trener i dečko je Yannick Tregaro, koji je bio i trener bivše skakačice u vis Kajse Bergqvist i troskokaša Christiana Olssona.
Ona je također članica nacionalne štafete 4x100 m zajedno sa sestrama Jenny i Susann Kallur, sedmobojkom Carolinom Klüft i sprinterkom Emmom Rienas.

## Rezultati
| Skok u vis |          |         |
| Godina     | Otvoreno | Dvorana |
| 2010.      | 2,01 m   | N/A     |
| 2008.      | 1,96 m   | 1,98 m  |
| 2007.      | 1,95 m   | 1,94 m  |
| 2006.      | 1,92 m   | 1,96 m  |
| 2005.      | 1,97 m   | 1,92 m  |
| 2004.      | 1,90 m   | 1,88 m  |
| 2003.      | 1,86 m   | 1,85 m  |
| 2002.      | 1,82 m   | 1,80 m  |
| 2001.      | 1,82 m   |         |
| 2000.      | 1,73 m   |         |
| 1999.      | 1,71 m   |         |

## Vanjske poveznice
- Službena stranica Emme Green